# Gare de Hell
La gare de Hell est une gare ferroviaire des lignes de Meråker et du Nordland, située sur la commune de Stjørdal dans le comté et région de Trøndelag.

## Situation ferroviaire
Établie à 3,2 m d'altitude, la gare se situe à 31,54 km de Trondheim.

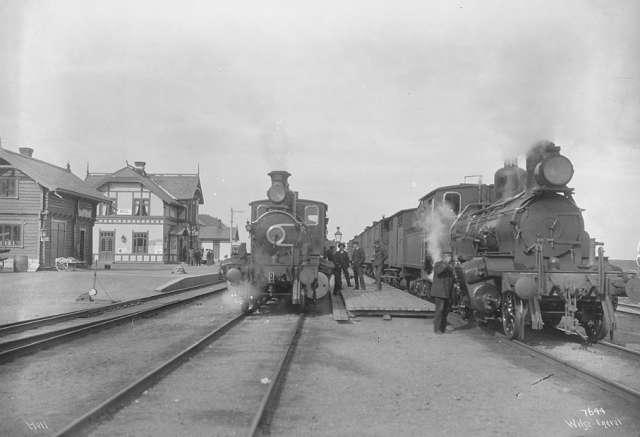
La gare de Hell en 1907.
Photo : Anders Beer Wilse.

## Histoire
La gare fut construite en 1881 pour l'expédition de trains, de voyageurs et de marchandises. Le premier bâtiment de la gare avait été conçu par Peter Andreas Blix,  du même type que les gares suivantes : Gudå et Ranheim. À l'ouverture de la première partie de la Nordlandsbanen en 1902, la gare a été déplacée vers l'ouest avec un nouveau bâtiment plus une halle de marchandises, conçus par Paul Due.
À partir de 1976, la gare est gérée à distance de Trondheim, mais il y avait encore un guichet pour la vente de billets. En 1992, la gare a été entièrement automatisée.

## Attraction touristique

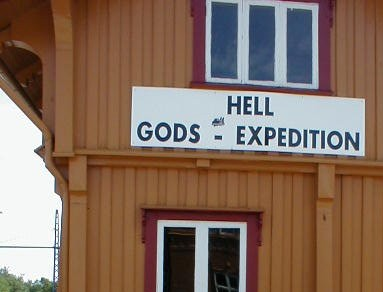
L'attraction de la gare

La gare de Hell est devenue une véritable attraction touristique plus particulièrement pour les étrangers qui aiment à photographier le mur de la hall de marchandise où se trouve l'indication : Hell  Gods-expedition. En effet, Hell signifie en anglais "Enfer". Quant à Gods expedition il s'agit d'une ancienne graphie : aujourd'hui en norvégien moderne cela s'écrit Godsekspedisjon et signifie dans les deux cas en français "Expédition de marchandise". Mais pas en anglais : avec l'ancienne graphie, cela devient "Expédition de Dieu"

## Service des voyageurs

### Accueil
La gare est équipée d'un parking de 25 places et d'un parc à vélo couvert. Il y a une salle d'attente ouverte toute la semaine.

### Desserte
La gare est desservie par la ligne locale reliant Lerkendal à Steinkjer et passant par Trondheim à raison d'un à deux trains par heure. Mais elle est aussi desservie par deux trains (un le matin et un le soir) en direction de Storlien et par deux autres en direction de Heimdal.

## Galerie

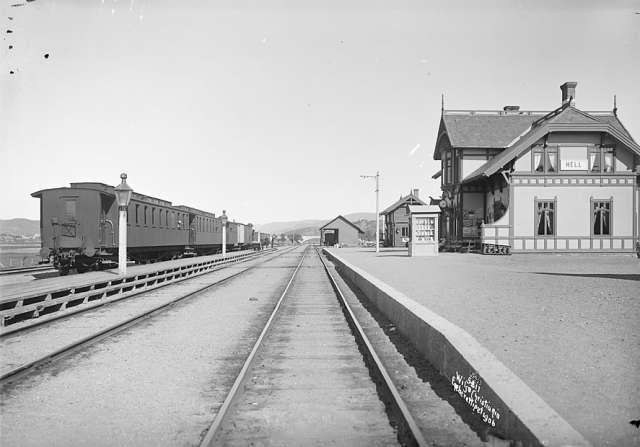
La gare en 1906
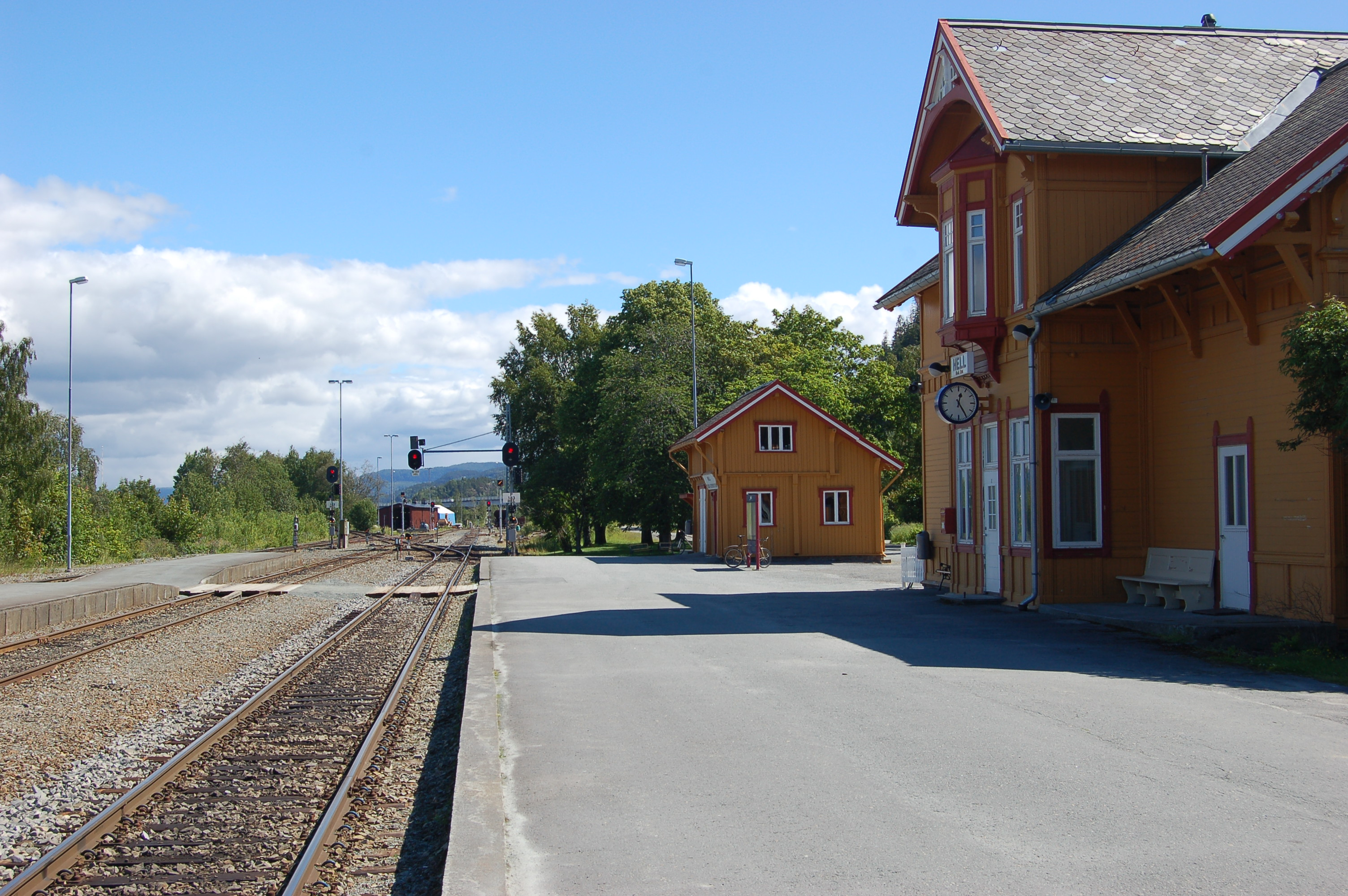
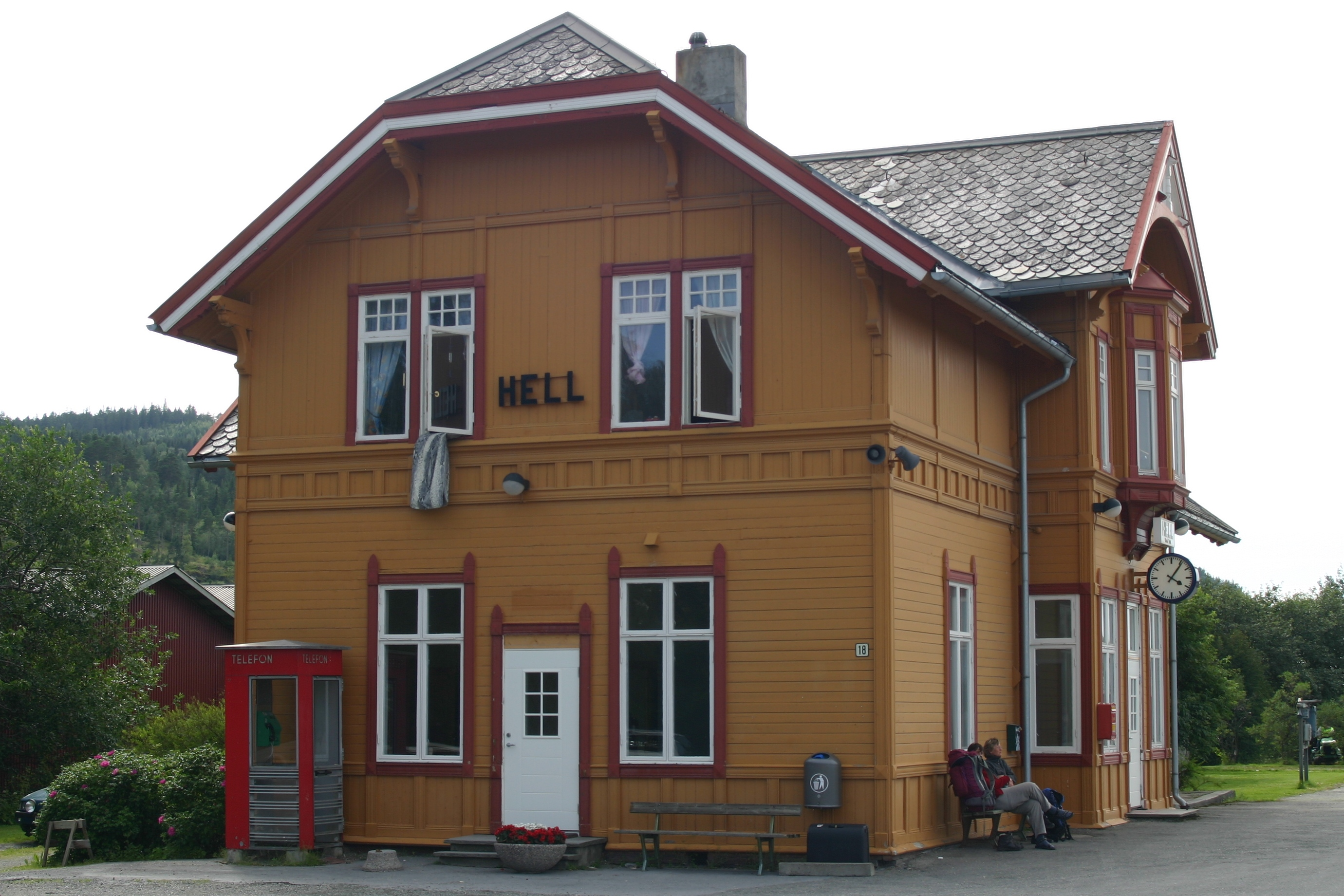

## Ligne du Nordland
| Origine   | Arrêt précédent | Train | Train         | Train | Arrêt suivant | Destination |
| --------- | --------------- | ----- | ------------- | ----- | ------------- | ----------- |
| Trondheim | Hommelvik       |       | [Non indiqué] |       | Værnes        | Bodø        |

## Ligne de Meråker
| Origine  | Arrêt précédent | Train | Train         | Train | Arrêt suivant | Destination |
| -------- | --------------- | ----- | ------------- | ----- | ------------- | ----------- |
| Terminus |                 |       | [Non indiqué] |       | Hegra         | Storlien    |